# Anthony Poola
Anthony Poola (Poluru, 15. studenog 1961.) indijski je prelat Katoličke Crkve koji je nadbiskup metropolit Hyderabada od 2021. godine.
Papa Franjo ga je 27. kolovoza 2022. proglasio kardinalom svećenikom, dodijelivši mu naslov Santi Protomartiri a Via Aurelia Antica.